# 危急種
国際自然保護連合（IUCN）のレッドリストにおける 危急種（ききゅうしゅ、Vulnerable species）とは、絶滅の危険性が高いと判断された種のことを指す。IUCNでは、「野生絶滅の高い危険性」がある種を危急種と定義している。危急種は、環境の悪化などちょっとした状況の変化によって、容易に絶滅危惧種にカテゴライズされる恐れがある。
種の保全状況が危急になる主な理由は、生息地の破壊や消失などである。生息状況をモニタリングされている危急種もおり、常に絶滅の危機に晒されている。

## 基準
IUCNでは、ある種が以下の5つの条件の内1つでも満たしていれば、危急種に分類する。
- 3世代以内、あるいは10年以内での個体数減少率が30%以上。
- 生息域、分布域が250km2以下、あるいは10000km2以下（種の特長によって異なる）。
- 減り続けた個体数が10000個体以下、あるいは10年（または3世代）で10%以上個体数が減り続けた。
- 個体数が1000個体以下。
- 100年後に絶滅している可能性が10%。

日本の環境省が定めたレッドデータブックには、IUCNの危急に相当するカテゴリーとして、絶滅危惧II類が定められている。ただし、種を絶滅危惧II類に選定する基準は、IUCNの危急カテゴリと全く同じではない。また、絶滅危惧II類が採用される前の旧環境庁（当時）レッドデータブックでも「危急種」というカテゴリーが採用されていた。

## 主な生物[5]

### 哺乳類
- カバ
- トナカイ
- ホッキョクグマ
- ヒョウ
- マレーグマ
- ガウル
- ターキン
- ウンピョウ
- オオアルマジロ

### 鳥類
- スミレコンゴウインコ
- オオワシ